# Martin Shaw (attore)
Martin Shaw (Birmingham, 21 gennaio 1945) è un attore britannico.

## Biografia
Shaw si trasferisce diciottenne a Londra per studiare recitazione alla London Academy of Music and Dramatic Art. Svolge il suo apprendistato nel teatro di repertorio come assistente direttore di scena al Queen's Theatre, Hornchurch e al Bristol Old Vic. Dagli anni settanta lavora regolarmente sul palcoscenico, interpretando – tra gli altri – il ruolo di Stanley Kowalski in Un tram che si chiama Desiderio (1974) al Piccadilly Theatre. Nel 1996 vince il Drama Desk Award per il miglior attore protagonista in un'opera teatrale e il Theatre World Award per la sua interpretazione a Broadway nel ruolo di Lord Goring nella commedia Un marito ideale di Oscar Wilde. Per lo stesso ruolo ottiene una candidatura al Tony Award al miglior attore protagonista in un'opera teatrale.
Dalla fine degli anni sessanta Shaw recita per la televisione, dove ottiene il primo ruolo di rilievo nella serie Dottori in allegria (1969), interpretando lo studente di medicina Huw Evans. Raggiunge la fama internazionale nel ruolo di Ray Doyle nella serie d'azione I Professionals (1977-1983), accanto a Gordon Jackson e Lewis Collins. Nel 1983 interpreta il ruolo di Sir Henry Baskerville nel film televisivo Il mastino di Baskerville, mentre nel 1985 interpreta l'esploratore britannico Robert Falcon Scott nella miniserie La corsa al Polo. Dal 2007 al 2017 veste i panni dell'ispettore George Gently nell'omonima serie televisiva britannica, ambientata nella contea del Northumberland tra gli anni sessanta e settanta, al fianco di Lee Ingleby nel ruolo del sergente John Bacchus.
Più sporadiche le sue apparizioni sul grande schermo, tra cui sono da ricordare quelle nel ruolo di Banquo in Macbeth (1971), diretto da Roman Polanski, e del militare cecoslovacco Karel Čurda nel film bellico E l'alba si macchiò di rosso (1975).

## Filmografia parziale

### Cinema
- Macbeth (The Tragedy of Macbeth), regia di Roman Polański (1971)
- Il viaggio fantastico di Sinbad (The Golden Voyage of Sinbad), regia di Gordon Hessler (1973)
- E l'alba si macchiò di rosso (Operation Daybreak), regia di Lewis Gilbert (1975)
- 6 Days, regia di Toa Fraser (2017)

### Televisione
- Coronation Street – soap opera, 5 puntate (1967-1968)
- Dottori in allegria (Doctor in the House) – serie TV, 10 episodi (1969)
- La duchessa di Duke Street (The Duchess of Duke Street) – serie TV, episodio 2x01 (1977)
- Gli infallibili tre (The New Avengers) – serie TV, episodio 2x05 (1977)
- I Professionals (The Professionals) – serie TV, 57 episodi (1977-1983)
- Il mastino di Baskerville (The Hound of the Baskervilles), regia di Douglas Hickox – film TV (1983)
- La corsa al Polo (The Last Place on Earth) – miniserie TV, 7 puntate (1985)
- Cranford – serie TV, 1 episodio (2007)
- L'ispettore Gently (Inspector George Gently) – serie TV, 25 episodi (2007-2017)
- Apparitions – miniserie TV, 8 puntate (2009)
- Poirot (Agatha Christie's Poirot) – serie TV, episodio 12x02 (2010)
- Storie in scena (Playhouse Presents) – serie TV, 1 episodio (2012)
- Strike – serie TV, episodi 1x01-1x02-1x03 (2017)

## Doppiatori italiani
Nelle versioni in italiano delle opere in cui ha recitato, Martin Shaw è stato doppiato da:
- Paolo Ferrari in Macbeth
- Giampaolo Saccarola in La duchessa di Duke Street
- Alberto Melis ne I Professionals
- Gino La Monica ne L'ispettore Gently